# Asiagone
Genre
Asiagone est un genre d'araignées aranéomorphes de la famille des Linyphiidae.

## Distribution
Les espèces de ce genre se rencontrent au Laos, en Thaïlande et en Chine.

## Liste des espèces
Selon World Spider Catalog (version 26, 17/02/2025) :
- Asiagone komannai Tanasevitch, 2017
- Asiagone perforata Tanasevitch, 2014
- Asiagone siama Tanasevitch, 2014
- Asiagone signifera Tanasevitch, 2014
- Asiagone xingdouensis Irfan, Zhang & Peng, 2025

## Systématique et taxinomie
Ce genre a été décrit par Tanasevitch en 2014 dans les Linyphiidae.

## Publication originale
- Tanasevitch, 2014 : « New species and records of linyphiid spiders from Laos (Araneae, Linyphiidae). » Zootaxa, no 3841(1), p. 67-89.